# Charlotte Bar
Pour les articles homonymes, voir Bar.
 (mars 2009).
Si vous disposez d'ouvrages ou d'articles de référence ou si vous connaissez des sites web de qualité traitant du thème abordé ici, merci de compléter l'article en donnant les références utiles à sa vérifiabilité et en les liant à la section « Notes et références ».
Charlotte Bar, née le 1er octobre 1988, est une skieuse française de ski de vitesse. Elle a remporté les Championnats de France de vitesse en avril 2007.

## Palmarès
- Championne du monde junior 2005 en « production »
- Record du monde femme en ski, « production » avec 200,11 km/h[2], qui reste l'actuel record de vitesse junior de cette catégorie.
- Vainqueur de la coupe du monde junior 2005/2006
- Championne de France en 2007[3] et 2008

## Biographie
Elle vit à Megève en hiver et fait partie du ski club de Saint-Gervais. L'été, elle est dans le sud de la France où elle exerce son métier d'entraineur de chevaux de course,.